# محمود طلوعی
محمود طلوعی (۱ آبان ۱۳۰۹ – ۲۹ مرداد ۱۳۹۴) روزنامه‌نگار، نویسنده، تاریخ‌نگار و سیاستمدار ایرانی بود، که در  دوره بیست و سوم  به‌عنوان نماینده میانه در مجلس شورای ملی حضور داشت.. پیش از سال ۱۳۵۷ او سال‌ها سردبیر مجلهٔ خواندنیها بوده‌است. او از سردبیری‌اش در خواندنی‌ها به عنوان پربارترین دورهٔ کار مطبوعاتی‌اش یاد می‌کرد.
از آثار او می‌توان به تاریخ در پیشگاه مصدق، زیبای تنها، پدر و پسر (ناگفته‌ها از زندگی پهلوی‌ها)، بازیگران عصر پهلوی از فروغی تا فردوست و از طاووس تا فرح نام برد.

## زندگی‌نامه
طلوعی در سال ۱۳۰۹ در شهر میانه آذربایجان شرقی به دنیا آمد. وی تحصیلات ابتدایی را در زادگاهش و دوران دبیرستان را در مدرسه دارالفنون تهران سپری کرد. این پژوهشگر تاریخ مدرک کارشناسی خود را در رشته ادبیات فرانسه از دانشگاه تهران دریافت کرد و همزمان با تحصیل، در مطبوعات آن دوره کار می‌کرد. وی ۱۰ سال، سردبیری نشریه «خواندنی‌ها» را بر عهده داشت. طلوعی در سال ۱۳۵۰ وارد مجلس شورای ملی وقت شد و پس از پیروزی انقلاب به حرفه نویسندگی پرداخت.
مجله خواندنی‌ها، که دوره انتشارش نزدیک چهار دهه ادامه داشت، از سال ۱۳۲۷ تا سال ۱۳۳۵ زیر نظر علی اصغر امیرانی با سردبیری محمود طلوعی منتشر شد. او پس از یک دوره ترک موقت، دوباره همکاری‌اش را با این مجله از سر کار گرفت و تا آذر ۱۳۴۶ به این کار پرداخت.
در رادیو و تلویزیون هم برنامهٔ سیاسی اجرا می‌کرد. از سال ۱۳۵۰ شخصاً مبادرت به انتشار مجلهٔ ماهانه‌ای به نام «مسائل جهان» کرد و چندین سال آن را مرتباً انتشار می‌داد و اکثر مطالب مجله را شخصاً تهیه می‌کرد و به نام‌های مستعار انتشار می‌داد. طلوعی در جوانی وارد وزارت فرهنگ شد. مدتی دبیر دبیرستان‌ها بود، بعد شغل اداری گرفت و به وزارت دارایی انتقال یافت. اولین شغل او در وزارت دارایی، مشاور وزیر بود، بعد مدیرکل روابط عمومی آن وزارتخانه گردید. در دورهٔ بیست و سوم قانونگذاری در سال ۱۳۵۰، از طرف حزب ایران نوین کاندیدای شهر میانه شد و به مجلس راه یافت. بعد از خاتمه دوره مجلس، به وزارت دارایی بازگشت و مجدداً عنوان مشاور وزیر را گرفت. وی به زبان‌های فرانسه و انگلیسی تسلط داشت و به زبان‌های عربی و ترکی استانبولی آشنا بود.
محمود طلوعی در سال‌های اخیر بیشتر در ایالات متحده آمریکا به سر می‌برد و حضور کم رنگی در مطبوعات ایران داشت و بیشتر مشغول تألیف و ترجمه بود. پنجشنبه حوالی ساعت ۸ شب ۲۹ مرداد ۱۳۹۴ در حالی که قصد عبور از عرض بلوار آفریقا در منطقه جردن تهران را داشت، بر اثر برخورد یک موتور سیکلت، به شدت مجروح شد و پس از انتقال به بیمارستان شهدای تجریش در سن ۸۴ سالگی، درگذشت.
علی دهباشی دربارهٔ محمود طلوعی به بی‌بی‌سی گفت: «او یکی از روزنامه نگاران برجسته ایران بود که در دوره‌ای متفاوت از تاریخ مطبوعات معاصر ایران حضور چشم گیری داشت و توانسته با سردبیری در مجله خواندنی‌ها در دو دروه متفاوت پیش و پس از کودتای ۲۸ مرداد تأثیرگذار باشد.»

## آثار
- فرهنگ جامع سیاسی
- از طاووس تا فرح: جای پای زن در مسیر تاریخ معاصر ایران
- مصدق در پیشگاه تاریخ
- زن بر سریر قدرت
- هفت پادشاه (۲ جلد)
- پدر و پسر؛ ناگفته‌ها از زندگی و روزگار پهلوی‌ها
- زیبای تنها؛ سرنوشت ثریا
- بازیگران عصر پهلوی از فروغی تا فردوست (۲ جلد)
- آئینه تاریخ
- حدیث نیک و بد
- از لنین تا پوتین (ویرایش قدیم با نام از لنین تا گورباچف)
- خواندنی‌های تاریخی
- داستان انقلاب
- روزی که جهان دگرگون شد
- آفت جه‍انی
- از تزار تا شاه
- غول افلیج: سیاست دوگانه آمریکا در ایران
- چهره‌ها و یادها
- نبرد قدرت‌ها در خلیج فارس
- تاریخ و تصویر
- غول‌های قرن
- صد روز آخر
- نامه‌ها و نام‌ها
- بازنگری تاریخ ایران از عهد باستان تا امروز
- معماهای تاریخی
- خاطرات دو سفیر
- صد سال صد چهره (تاریخ مصور قرن بیستم)
- چهره واقعی علم
- چهره واقعی آمریکا
- زنان نامدار
- زیبای تنها
- خاطرات دو سفیر
- تهران در آینده زمان
- راز بزرگ
- پدر و پسر
- ناگفته‌ها از روزگار پهلوی
- سرنوشت دیکتاتورها
- نسیم آزادی
- بهشت خیالی: ایرانی در غربت
- دو قرن نیرنگ
- پیوستن و گسستن

### ترجمه
- کاترین کبیر (زویا اولدنبورگ)
- تمدن درخشان ایرانیان (ماریا بروسیوس)